# Тузлукушівська сільська рада
Тузлуку́шівська сільська рада (рос. Тузлукушевский сельский совет) — муніципальне утворення у складі Белебеївського району Башкортостану, Росія. Адміністративний центр — село Тузлукуш.

## Населення
Населення — 577 осіб (2019, 730 в 2010, 681 в 2002).

## Склад
До складу поселення входять такі населені пункти:
| Населений пункт      | Населення, осіб (2002) | Населення, осіб (2010) |
| -------------------- | ---------------------- | ---------------------- |
| Азекеєво, присілок   | 6                      | 15                     |
| Байрак, присілок     | 19                     | 12                     |
| Ірек, присілок       | 73                     | 86                     |
| Ісмагілово, присілок | 101                    | 105                    |
| Каїн-Єлга, присілок  | 89                     | 91                     |
| Куш-Єлга, присілок   | 28                     | 37                     |
| Ріп'євка, присілок   | 19                     | 29                     |
| Тузлукуш, село       | 346                    | 355                    |